# ノノアルコ
ノノアルコ（欧字名:Nonoalco、1971年4月6日 - 1992年7月16日）は、アメリカ合衆国で生産されたフランスの競走馬、種牡馬。

## 経歴

### 競走馬時代
通算成績は10戦7勝。現役時代はノーザンテーストを下しイギリス2000ギニーで優勝している。ほかにもジャック・ル・マロワ賞・サラマンドル賞・モルニ賞などを制した。

### 種牡馬時代
引退後は1975年にフランスで種牡馬となり、1976年からアイルランドで供用、1981年12月に日本へ輸出された。日本国外に残した産駒からはケイティーズ（ヒシアマゾンの母）を含む3頭のG1勝ち馬を輩出した。日本では同期のライバルであったノーザンテーストには水をあけられたものの、ダイユウサクやトウショウマリオなど個性的な産駒を輩出し、まずまずの成功を収めた。
1992年7月16日に死亡。21歳没。父系は国内では残っていないが、ケイティーズは繁殖として優秀な成績を収め、その牝系からアドマイヤムーン、エフフォーリア、スリープレスナイトといったGⅠホースが輩出された。

## 主な産駒
太字は勝利したGⅠ級競走。

### 日本国外調教馬
- Katies（愛1000ギニー、ヒシアマゾンらの母）
- Melyno（仏2000ギニー）
- Noalcoholic（サセックスステークス）

### 日本国内調教馬
- 1983年産
  - カシマウイング（アルゼンチン共和国杯、アメリカジョッキークラブカップ、京都記念、天皇賞・春3着）
  - トミアルコ（ダービーグランプリ、東京3歳優駿牝馬）
- 1984年産
  - グレースシラオキ（根岸ステークス）
- 1985年産
  - ダイユウサク（有馬記念、スポニチ賞金杯、産経大阪杯2着）
  - トウショウマリオ（京成杯、東京新聞杯、弥生賞2着）
- 1986年産
  - マイスーパーマン（セントウルステークス、関屋記念）

### ブルードメアサイアーとしての主な産駒
- 1991年産
  - ヒシアマゾン（父Theatrical、エリザベス女王杯、阪神3歳牝馬ステークス、京都大賞典、オールカマー、ローズステークス、ニュージーランドトロフィー4歳S、クイーンステークス、クリスタルカップ、クイーンカップ、ジャパンカップ2着、有馬記念2着）
  - ジンライ（MRO金賞）
- 1993年産
  - カガヤキローマン（父ブレイヴェストローマン、東京盃連覇、北海道スプリントカップ、東京シティ盃）
  - キクノウイン（父ナイスダンサー、東京王冠賞、しらさぎ賞、報知グランプリカップ、京成盃グランドマイラーズ、船橋記念、かしわ記念2着、さきたま杯2着）
- 1994年産
  - ヒシナイル（ヒシアマゾンの半妹、フェアリーステークス）
- 1996年産
  - ヒシピナクル（ヒシアマゾンの全妹、ローズステークス、秋華賞3着）
  - イッコーオー（スプリンター争覇、サマーカップ、ゴールド争覇）
- 1999年産
  - セトノウルトラ（園田ダービー、菊水賞）
- 2001年産
  - ブルーローレンス（クラウンカップ、東京シティ盃、テレビ埼玉杯、報知グランプリカップ、さきたま杯2着）

そのほか日本国外でG1勝ち馬3頭のブルードメアサイアーとなっている。また、ケイティーズの牝系を母に持つ競走馬の詳細は、ケイティーズ#主なファミリーラインを参照されたい。

## エピソード
生産者のフォレスト・マーズはチョコレートのM&M'sを考案した人物、馬主のマリア・フェリックスはメキシコの女優として著名であった。

## 血統表
| ノノアルコ (Nonoalco)の血統 | ノノアルコ (Nonoalco)の血統                       | ノノアルコ (Nonoalco)の血統                       | （血統表の出典）                                  | （血統表の出典） |
| 父系                        | ニアークティック系                                | ニアークティック系                                | ニアークティック系                                | [ § 2 ]          |
| 父 Nearctic 1954 黒鹿毛     | 父の父Nearco 1935 黒鹿毛                          | Pharos                                            | Phalaris                                          | Phalaris         |
| 父 Nearctic 1954 黒鹿毛     | 父の父Nearco 1935 黒鹿毛                          | Pharos                                            | Scapa Flow                                        |                  |
| 父 Nearctic 1954 黒鹿毛     | 父の父Nearco 1935 黒鹿毛                          | Nogara                                            | Havresac                                          | Havresac         |
| 父 Nearctic 1954 黒鹿毛     | 父の父Nearco 1935 黒鹿毛                          | Nogara                                            | Catnip                                            |                  |
| 父 Nearctic 1954 黒鹿毛     | 父の母Lady Angela 1944 栗毛                       | Hyperion                                          | Gainsborough                                      | Gainsborough     |
| 父 Nearctic 1954 黒鹿毛     | 父の母Lady Angela 1944 栗毛                       | Hyperion                                          | Selene                                            |                  |
| 父 Nearctic 1954 黒鹿毛     | 父の母Lady Angela 1944 栗毛                       | Sister Sarah                                      | Abbots Trace                                      | Abbots Trace     |
| 父 Nearctic 1954 黒鹿毛     | 父の母Lady Angela 1944 栗毛                       | Sister Sarah                                      | Sarita                                            |                  |
| 母 Seximee 1966 栗毛        | 母の父Hasty Road 1951 鹿毛                        | Roman                                             | Sir Gallahad                                      | Sir Gallahad     |
| 母 Seximee 1966 栗毛        | 母の父Hasty Road 1951 鹿毛                        | Roman                                             | Buckup                                            |                  |
| 母 Seximee 1966 栗毛        | 母の父Hasty Road 1951 鹿毛                        | Traffic Court                                     | Discovery                                         | Discovery        |
| 母 Seximee 1966 栗毛        | 母の父Hasty Road 1951 鹿毛                        | Traffic Court                                     | Traffic                                           |                  |
| 母 Seximee 1966 栗毛        | 母の母Jambo 1959 栗毛                             | Crafty Admiral                                    | Fighting Fox                                      | Fighting Fox     |
| 母 Seximee 1966 栗毛        | 母の母Jambo 1959 栗毛                             | Crafty Admiral                                    | Admiral's Lady                                    |                  |
| 母 Seximee 1966 栗毛        | 母の母Jambo 1959 栗毛                             | Bank Account                                      | Shut Out                                          | Shut Out         |
| 母 Seximee 1966 栗毛        | 母の母Jambo 1959 栗毛                             | Bank Account                                      | Balla Tryst                                       |                  |
| 母系(F-No.)                 | (FN:2-s)                                          | (FN:2-s)                                          | (FN:2-s)                                          | [ § 3 ]          |
| 5代内の近親交配             | Sir Gallahad 5･4（母系内）、Chaucer 5･5（父系内） | Sir Gallahad 5･4（母系内）、Chaucer 5･5（父系内） | Sir Gallahad 5･4（母系内）、Chaucer 5･5（父系内） | [ § 4 ]          |
| 出典                        | 1. 2. 3. 4.                                       | 1. 2. 3. 4.                                       | 1. 2. 3. 4.                                       | 1. 2. 3. 4.      |